# Hrvatska republička nogometna liga – Jug 1951.
Hrvatska republička nogometna liga – Jug (također i kao Hrvatska nogometna liga – Južna skupina) je bila jedna od dvije skupine Hrvatske lige (Hrvatske republičke lige, Hrvatske nogometne lige), trećeg stupnja nogometne lige u Jugoslaviji u sezoni 1951. 
 
Sudjelovalo je 10 klubova, a prvak je bio Šibenik, koji je potom s prvakom Sjeverne skupine – Naprijedom iz Siska igrao za prvaka Hrvatske. 

Za narednu sezonu – 1952., je reformiran sustav natjecanja, te je republička liga ukinuta, a umjesto nje je igrano u pet posaveznih liga (Osijek, Rijeka, Split, Zagreb – Grad i Zagreb – Pokrajina), prvaci čijih su razigravali za prvaka Hrvatske. Republička liga za Hrvatsku je obnovljena tek od sezone 1973./74. 

## Formiranje lige
- Šibenik – povratnik iz Treće lige
- Slavija (Karlovac), Mladost (Zagreb), Rudar (Raša), Zadar i Proleter (Pula), iz dosadašnje jedinstvene Republičke lige
- Crikvenica i Lokomotiva (Rijeka), iz Primorsko-goranske grupe
- Jedinstvo (Ogulin), prvak oblasne lige Karlovac
- Zmaj (Makarska), prvak Dalmatinske lige

## Ljestvica
| mj.                                  | klub              | ut. | pob. | ner. | por. | gol+ | gol- | bod |
| ------------------------------------ | ----------------- | --- | ---- | ---- | ---- | ---- | ---- | --- |
| 1.                                   | Šibenik           | 18  | 12   | 4    | 2    | 54   | 17   | 28  |
| 2.                                   | Mladost Zagreb    | 18  | 11   | 6    | 1    | 52   | 20   | 28  |
| 3.                                   | Zadar             | 18  | 9    | 4    | 5    | 36   | 20   | 22  |
| 4.                                   | Zmaj Makarska     | 18  | 9    | 3    | 6    | 45   | 35   | 21  |
| 5.                                   | Slavija Karlovac  | 18  | 9    | 3    | 6    | 28   | 21   | 21  |
| 6.                                   | Pula              | 18  | 7    | 4    | 7    | 41   | 31   | 18  |
| 7.                                   | Crikvenica        | 18  | 5    | 7    | 6    | 35   | 37   | 17  |
| 8.                                   | Lokomotiva Rijeka | 18  | 6    | 2    | 10   | 26   | 25   | 14  |
| 9.                                   | Jedinstvo Ogulin  | 18  | 5    | 0    | 13   | 26   | 49   | 10  |
| 10.                                  | Rudar Raša        | 18  | 0    | 1    | 17   | 15   | 94   | 1   |
| Pula počela natjecanje kao Proleter. |                   |     |      |      |      |      |      |     |
| Izvori                               |                   |     |      |      |      |      |      |     |

- Viši rang:
  - Šibenik je igrao kvalifikacije za prvaka Hrvatske (pobjednik), potom i za popunu Druge savezne lige – nisu završene jer je liga ukinuta
- Ispali:
  - nitko
- Novi članovi:
  - nitko
- Napomene:
  - Liga je ukinuta za narednu sezonu, umjesto nje i oblasnih – četiri podsavezne lige i pokrajinska liga podsaveza Zagreb

## Sljedeće sezone
- Zagrebački podsavez (pokrajina): Slavija (Karlovac)
- Zagrebački podsavez (grad): Mladost (Zagreb)
- Splitski podsavez: Šibenik, Zadar i Zmaj (Makarska)
- Riječki podsavez: Pula, Crikvenica, Lokomotiva (Rijeka), Jedinstvo (Ogulin) i Rudar (Raša)

## Rezultatska križaljka
| kratica | klub                   | CRI | JED | LOK | MLA | PULA | RUD | SLA | ŠIB | ZAD | ZMAJ |
| --- | ---------------------- | --- | --- | --- | --- | ---- | --- | --- | --- | --- | ---- |
| CRI | Crikvenica             |     |     |     |     |      |     |     |     |     |      |
| JED | Jedinstvo Ogulin       |     |     |     |     |      |     |     |     |     |      |
| LOK | Lokomotiva Rijeka      |     |     |     |     |      |     |     |     |     |      |
| MLA | Mladost Zagreb         |     |     |     |     |      |     |     |     |     |      |
| PULA | Pula / Proleter (Pula) |     |     |     |     |      |     |     |     |     |      |
| RUD | Rudar Raša             |     |     |     |     |      |     |     |     |     |      |
| SLA | Slavija Karlovac       |     |     |     |     |      |     |     |     |     |      |
| ŠIB | Šibenik                |     |     |     |     |      |     |     |     |     |      |
| ZAD | Zadar                  |     |     |     |     |      |     |     |     |     |      |
| ZMAJ | Zmaj Makarska          |     |     |     |     |      |     |     |     |     |      |
| |                        |     |     |     |     |      |     |     |     |     |      |
| podebljan rezultat - utakmice od 1. do 9. kola (1. utakmica između klubova) rezultat normalne debljine - utakmice od 10. do 18. kola (2. utakmica između klubova) rezultat nakošen - nije vidljiv redoslijed odigravanja međusobnih utakmica iz dostupnih izvora rezultat nakošen i smanjen * - iz dostupnih izvora nije uočljiv domaćin susreta prekrižen rezultat - poništena ili brisana utakmica p - utakmica prekinuta 3:0 p.f. / 0:3 p.f. - rezultat 3:0 bez borbe |                        |     |     |     |     |      |     |     |     |     |      |

 Izvori: 

## Doigravanje za prvaka Hrvatske
Igrano 30. listopada i 4. studenog 1951. godine.
| Šibenik |  | – |  | Naprijed Sisak |  | 1:0, | 1:1 |

Šibenik prvak Hrvatske.
 Izvori: 